# Alex Čejka
Alexander "Alex" Čejka (født 2. december 1970 i Mariánské Lázně, Tjekkoslovakiet) er en tysk golfspiller af tjekkisk afstamning, der pr. juli 2008 står noteret for 10 sejre gennem sin professionelle karriere. Hans bedste resultat i en Major-turnering er en 4. plads, som han opnåede ved US PGA Championship i 2003.